# Janos Feuer
Janos Feuer (Janos Fajer; 3. studenoga 1900. - ?), češki i hrvatski šahist židovskog podrijetla. Živio u Brnu i bio je poznati šahist. Preselio se u Kraljevinu Jugoslaviju. Bio je jedan od najboljih šahista u državi. Dugo je pokušavao doći do naslova šahovskog majstora. Doprvak Banovine Hrvatske u šahu 1940. godine. Pred rat je živio u Borovu gdje je živio i radio. Preživio je Drugi svjetski rat i poslije Drugog svjetskog rata živio je u Zagrebu i Lukavcu. U karijeri je pobijedio poznata imena poput Vasje Pirca. 1948. je godine kao Židov iskoristio mogućnost odlaska u Izrael i od tada nema informacija o njemu.

## Vanjske poveznice
- (eng.) The chess games of Janos Fajer  Arhivirana inačica izvorne stranice od 16. srpnja 2019. (Wayback Machine), Chessgames.com